# Герб Кобеляків
Герб Кобеля́ків — офіційний символ міста Кобеляк Полтавської області, затверджений 15 грудня 2000 року рішенням XXI сесії Кобеляцької міської ради XXIII скликання.
Автор — А. Гречило.

## Опис
Щит скошений обабіч, у верхньому синьому полі золотий лапчастий хрест, у нижньому червоному полі — золота літера «К», у бічних золотих полях — по червоній 8-променевій зірці.
Щит обрамований декоративним картушем і увінчаний срібною міською короною з трьома мерлонами.

## Значення
Сигль «К» фігурував на міських печатках із початку XVIII ст. Хрест на синьому полі підкреслює приналежність містечка до Полтавського козацького полку. Зірки означають стабільність і постійність.

## Історія
У роботі «Записки про Полтавську губернію» (ч. 1—3, Полтава, 1848—1852) підготованій Миколою Арандаренком, у третій частині виданій 1852 року міститься опис гербу містечка Кобеляки:
| Щит, розділений на дві частини, верхня золота, а нижня червона: в першій зображено лавровий вінок, в другій річку, а внизу хрестоподібно лежачий меч і рушницю, складають герб м. Кобеляки та Кобеляцького повіту. Оригінальний текст (рос.) Щитъ, раздѣленный на двѣ части, верхняя золотая, а нижняя красная: въ первой изображенъ лавровый вѣнокъ, во второй текущая рѣка, а внизу крестообразно лежащій мечь и ружье, составляютъ гербъ г. Ко- белявъ и Кобелякскаго уѣзда. |